# 電子工作
電子工作（でんしこうさく）は、半導体素子や能動素子を用いた電子回路の工作のことである。

## 概要
電子工作は様々な目的で行われるが、多くは趣味、実験、試作などといった目的である。学校教育では自由研究や技術家庭の実技として行われることも多い。研究者・技術者の中には、子供の頃から電子工作を趣味として行ってきた者もおり、電子工作を通じて養われたセンスが業務に役立つこともある。2000年代後半以降、オープンソース的な活動が盛んになり、ネットを通じて議論を行ったり、設計図を公開したり、多様な部品を購入出来るようになり、全国的に広く電子工作が行われるようになってきた。2014年頃からのIoTブームで、メーカーだけでなく、IT企業も電子工作に注目するようになった。
電子回路には標準的なパターンがいくつもあり、自分で新しい回路を作る場合でも、それらの標準回路のほんの一部を変えたり組み合わせたりするだけで大部分ができることは多い。よって、電子工作で自由に設計するためには、既存の電子回路について知識として持っていることが大切であり、それを知識として得るには、まずは他人が作った回路を真似して作って動かしてみることから始まり、そうした製作を楽しんでいるうちに標準回路の知識が自分のものになり、やがて新たに自分の回路を作る時に標準回路を基にして自分で考え出すことができるようになる。
なお、電気を使っているのに「電気工作」と呼ばれずに「電子工作」という言葉で呼ばれているのは、以前、能動素子として真空管が用いられていた時代があったが、半導体素子が急速に進歩し圧倒的に広がったという背景があり、それらの半導体素子というのは「電子の振る舞い」の研究成果によって生まれた新たな素子だったからである。技術的な区分としても、能動素子が含まれる回路は電子回路で、受動素子のみの回路は電気回路である。電子工作の場合、電子回路を扱う場合が殆どである。

## 歴史
電子工作は、かつてはアナログ回路の工作しかない時代もあった。アナログ回路でラジオの製作や、音響機器の製作などを行っていた時代があるのである。
その後、デジタル回路の工作が行われるようになり、デジタルICが登場し、集積度が増すにつれてコンピュータを作ることや、メカトロニクスに活かすなど、さまざまな使われ方をするようになった。
（その陰で、アナログ回路工作のほうは、戦後から1970年代までに発刊されていた電子技術やラジオ関係の雑誌が、1990年代以降ほとんど姿を消した。「模型とラジオ（科学教材社）」や「ラジオの製作（電波新聞社）」などのように廃刊したり、「無線と実験」などのように、オーディオ雑誌へと路線変更を行ったりした。）
（特に日本などで）PICマイコンを用いた電子工作が普及し、さらに2005年ごろにはイタリアでArduinoが生まれ、その簡便さ、分かりやすさ、プログラムが簡単に書いたり書きかえられること等々が評価され世界中に普及した。Arduinoの普及により、電子工作と手芸との組み合わせや、電子工作と芸術分野との融合も増えてきている。日本の各地で様々なイベントが開催されているほか、子どもを対象とした電子工作キットの製作教室などが多く開催されている。またArduinoの登場によって、フィジカルコンピューティング、メイカーズムーブメントといった視点からも電子工作が再注目されている。
従来は男性向けの趣味とみられることが多かったが、（2010年代あたりから）女性向けのイベントも開催されている。ただし、パソコンやプラモデルなど、比較的層が近い趣味で男性向け趣味とみられていたものに比較すると、女性のホビイストの割合が少ない。

## 技術的な特徴

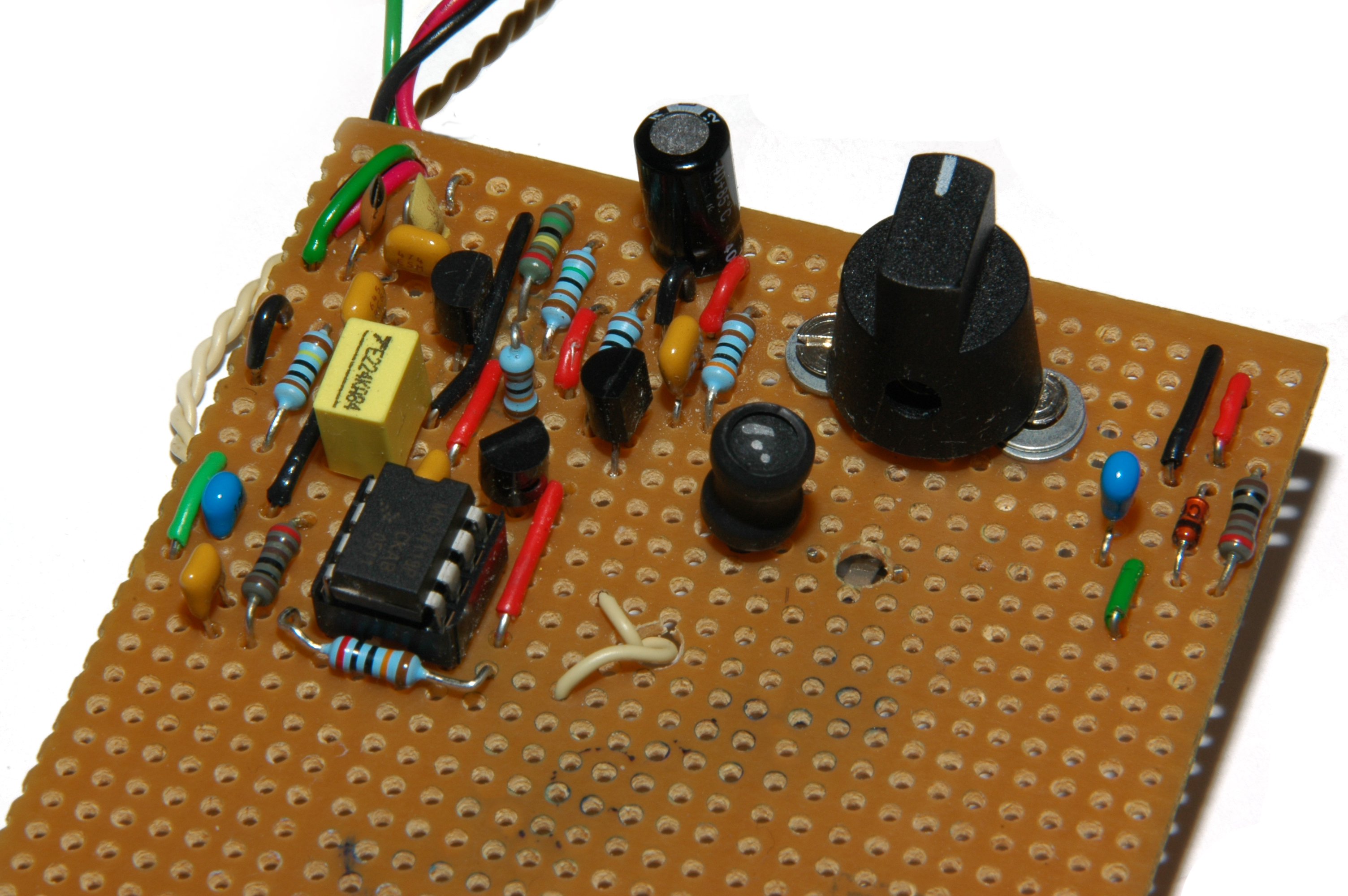
ユニバーサル基板上に構築されたAMラジオ

工業的な電子機器の製作と比較して、小規模な回路や1台や2台しか作らないような回路では、プリント基板ではなく穴あき基板（ユニバーサル基板）を用いて配線することが多い。これはあらかじめ多数の穴を格子状に開け、部品の形状に合わせて銅箔を貼り付けたベークライト、ガラスエポキシなどの板である。これに部品をはんだ付けすることにより、回路を形成する。穴あき基板の他、ラグ板なども使われる。
外装は、配線した基板等を箱型のシャーシに収め、穴を開けてスイッチや可変抵抗器などの機構部品を取り付ける形態が多い。電子工作用のシャーシとして、アクリル樹脂、スチロール樹脂、ポリカーボネート、アルミ、鉄などでできた各種の製品がある。(100円ショップ等で売っている密閉容器等もケースとして流用可能。)
近年ではPICやAVRのようなマイコンやRaspberry Piのようなシングルボードコンピュータを用いたソフトウェア制御による電子工作も増えている。これらのマイコンにはタイマー、ADコンバータ、シリアル通信、PWMといった、従来は個別の部品で構成していた機能がワンチップに収められている。一方で、集積回路の発達で電子機器のブラックボックス化が進んでしまい、動作原理が理解しにくくなっていることも指摘されている。

## 電子工作で使う半導体素子
半導体素子と呼ばれているものは、最近では全部を挙げていたらきりがないほど多種類になっている。が、後閑著『電子工作の素』という本では、電子工作で使う主な半導体素子として次のものを挙げている。あくまで、主なものの例である。
- ダイオード[9]
- トランジスタ[9]
- 光半導体[9]
- 発光ダイオード[9]
- 受光ダイオード[9]
- 半導体レーザ[9]
- アナログIC[9]
- デジタルIC[9]
- マイクロコントローラ[9]
- 各種センサ[9]

## 初心者向けキット
初心者の場合には、組み立てキット（必要な部品一式と説明書をまとめた製品）を利用するか、書籍や雑誌から希望する製作記事を選び、それにしたがって製作することが多い。キットや製作記事には部品の一覧表や実体配線図、部品の規格などが詳しく説明されている。プリント基板を製作するためのマスク紙（銅箔面のパターンを印刷したトレーシングペーパー）が付属されていることがある。電子部品の専門店によっては「初級者向きキット」と題したキット類も販売されている。
初心者向け電子工作の定番として、次のようなものがある。
- ラジオ（鉱石ラジオ、トランジスタラジオ、ICを使ったラジオ）
- アンプ（ICやトランジスタなど。シャーシ加工済みの比較的簡単な真空管アンプのキットもある）
- 風呂の水位警報器、降雨警報器など
- 表示灯（LEDなど）
- 電子式ルーレット、占い機
- 電子楽器、電子オルゴール
- ロボット、模型自動車（センサーを内蔵したものもある）
- ワイヤレスマイク
- 時計、タイマー
- 嘘発見器（ラブラブテスター）
- 時計、電波時計
- さまざまな電源
- インターホン

特にアナログ回路では、簡単な回路でそれほどの高性能が必要とされない場合、アマチュアレベルにおける基本的な設計・製作技術は現在までの30年にわたり大きな変化はほとんどない。そのため、古い文献を参考にした場合で同型の部品が見つからなくても、互換性のあるものや代替品があればそのまま製作できることが多い。

## 回路図の読み書き
電子工作において、回路図は電子回路の働きを他の人に伝え同じものを作れるようにするための、いわば「言葉」のような働きを担っている。よって、回路図が読めないと、まるで言葉がわからないようなもので、内容が理解できない、ということになる。アマチュアが趣味で始める場合、まずは先人の回路を真似するのだが、その場合でも回路図が読めるのと読めないのでは、利用し実現する範囲が極端に限られてしまうので、回路図を読めるように、またそれを描けるようになったほうがよい。
電子回路の回路図は基本的に次のような内容が含まれている。
- 使っている部品の区別[11]
- 部品の種類、定数値[11]
- 部品同士の接続関係[11]

回路図に使われている部品やその記号には基本的な約束事があるので、それを理解できれば回路図が読めるようになる。
以下、太字で示したのは代表的な電子部品（の一部）の回路図内での略号である。その右にあるのが英字での（略さない）名称、そして日本語名称。
- C : Capacitor, Capacitance : コンデンサ、静電容量[11]
- D : Diode : ダイオード[11]
- IFT : Intermediate Frequency Transformer : 中間周波トランス[11]
- JFET : Junction Field Effect Transistor : 接合型電界効果トランジスタ[11]
- L : Inductor, Inductance : コイル、 インダクタンス[11]
- LED : Light Emitting Diode : 発光ダイオード[11]
- R : Resistor, Resistance : 抵抗器[11]
- RFC : Radio Frequency Choke : 高周波チョークコイル[11]
- SCR : Silicon Control Rectifier : シリコン制御整流素子[11]
- SW : Switch : スイッチ[11]
- Tr : Transistor : トランジスタ[11]
- XTAL : Crystal Resonator : 水晶振動子、クリスタル振動子[11]

## 部品の調達
電子工作に用いる部品を入手するには、大きく分けて部品単体で購入する方法と、電気製品などの分解・解体し入手する方法がある。一方で、不要となったが資源回収として受け付けられない電子部品などの処分方法も問題となっている。

### 部品単体の調達

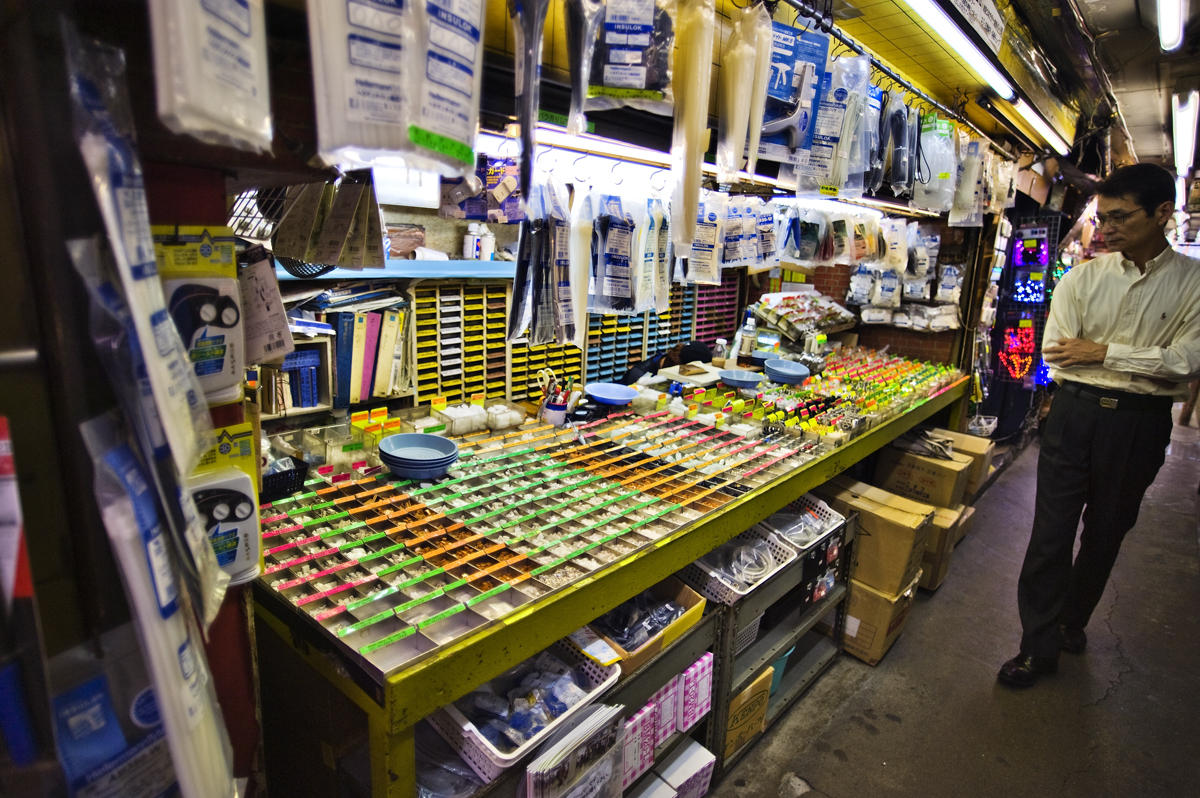
比較的小規模な電子部品専門店（秋葉原ラジオセンターの一角）

電子部品専門店では新品やジャンク品が店頭で販売されている。秋葉原などの大きな電気街においては、電子部品の需要が減ったことから、専門店の閉店・廃業が相次いでいる。しかし、パソコンのパーツを扱う専門店が増えており、電子工作用の部品も扱う形で、地方都市を中心に新規に出店していることがある。電子部品は同じ規格の製品でも店によって価格が異なる。
Digi-Keyなどのインターネットによる通信販売を利用することで、最新で高性能な部品が入手しやすくなったと評価する声もある。電子工学の専門誌には、通信販売の広告として非常に細かい字で書かれた部品リストが掲載されている。
仲間同士、またはインターネットオークション、雑誌の仲介欄などを利用した譲渡・売買で入手する場合もある。
電子部品は大量に買うと単価が非常に安くなることがある。メーカーは採算が合わない製品を直ちに製造中止する傾向があることから、アマチュアには入手が難しくなっている電子部品も多い。電子機器の高集積化に伴い表面実装が一般となり、従来のようなリード線のある電子部品が減少しつつある。特に、新しい半導体では表面実装用しか生産されないことが多い。表面実装用の部品は非常に小型で半田付けに高等な技術が必要とされ、電子工作で一般に用いられるユニバーサル基板も利用できないため、ハードルの高いものとなっている。

### 既存製品の分解による調達
不要あるいは動作しない電気製品などの分解・解体し入手することもある。ジャンク品を入手し部品を取り出す方法などがある。
電子機器を拾い集めて部品を取り出す行為も挙げられるが、近年は粗大ゴミの収集が有料化されている地域が多いため難しくなっている。

## 製作の方法

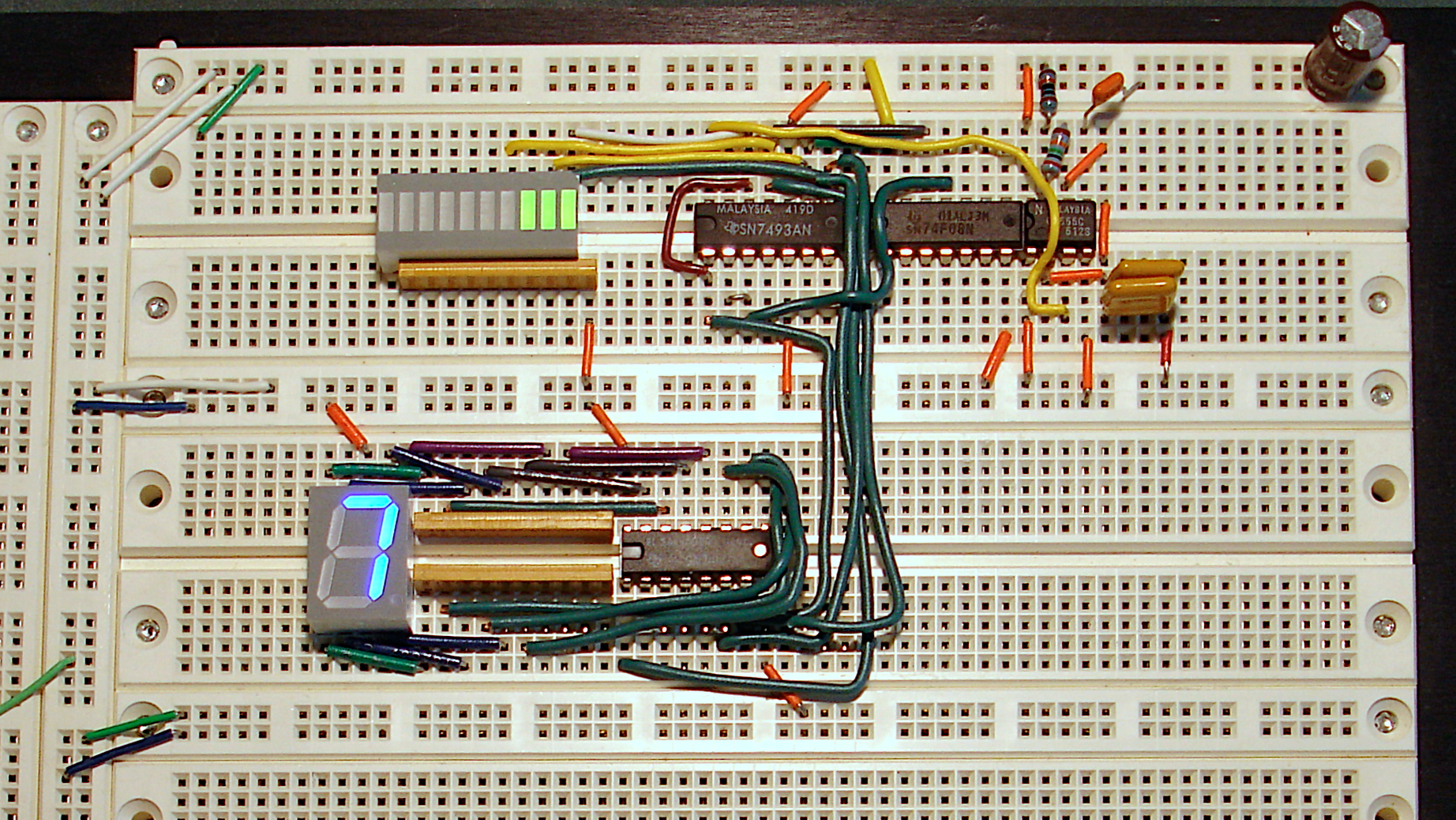
ブレッドボードでバイナリ・カウンタを組んだ例

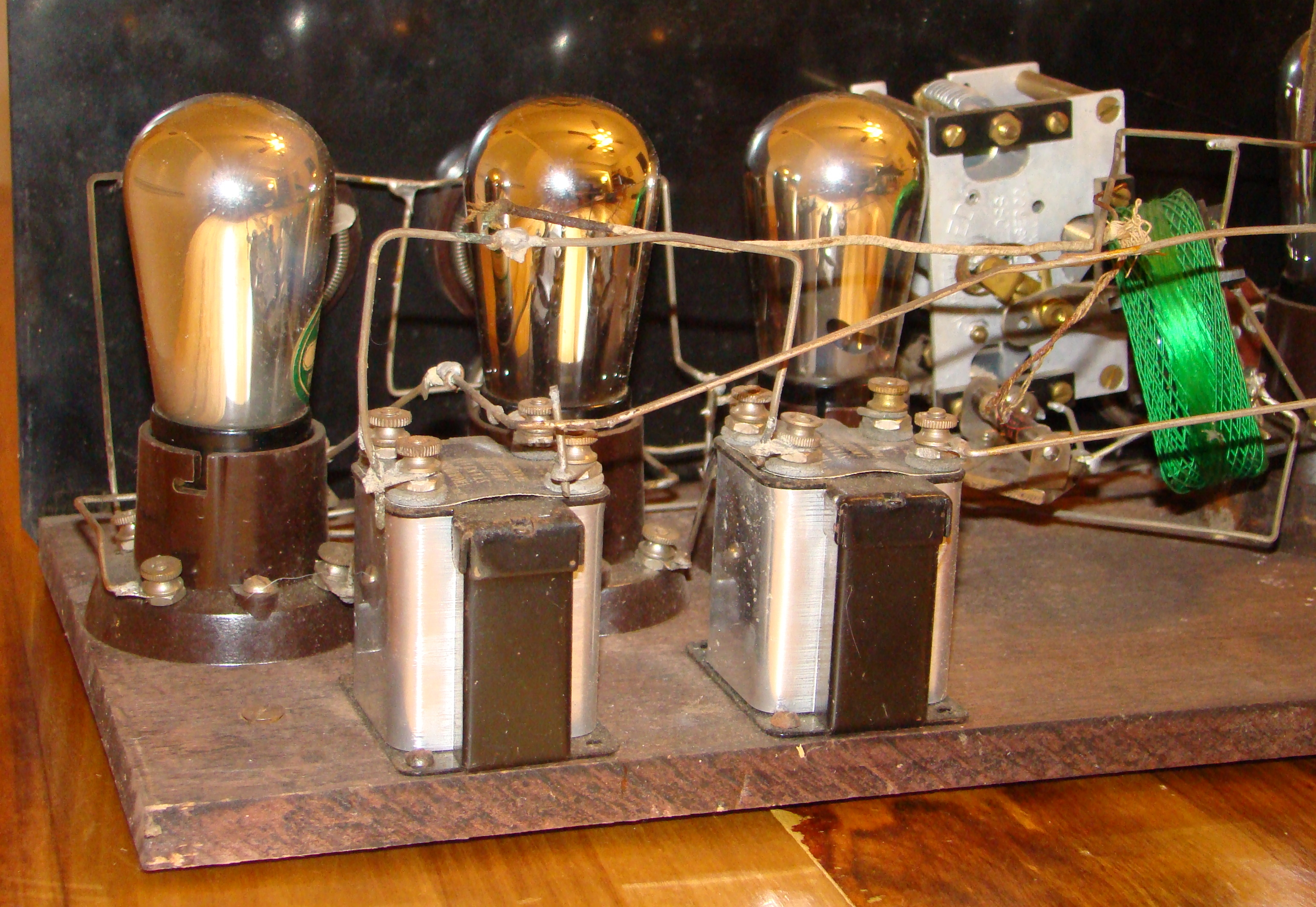
空中配線されたTRFラジオ

一般的な方法として、基板（ユニバーサル基板やプリント基板など）に電子部品を差し込み、裏面ではんだ付けをして通電させて製作する方法がある。もっとも壊れにくいとされている。
エッチングしていない全面銅箔の基板（生基板またはプリント板と呼ばれる）に直接はんだ付けして製作することもある。この方法は特に高周波回路を製作するときによく使われる。アース部分が広くなるのでグラウンドインピーダンスが下がり、高周波回路を製作するときには好都合であるが、比較的小型の部品を使わなければならず、銅箔が広いため、はんだ付けするとき熱が逃げ易く技術が必要になる。
ブレッドボードを使って電子部品を穴に挿して配線する方法もある。はんだ付けが必要なく思い立ったらすぐに実行できるメリットがある。おもに電子回路の試作や動作テストに使用されるが、まれにボードをそのままケースに入れて完成品とする場合もある。高周波回路には不適といわれているが、10MHz前後までは配線の工夫次第で作動させることができるとの検証結果もある。また、チップ部品が使えない。
ラグ板を使ってラグに電子部品を接続して配線したり、部品のリード線の硬さを利用し空中配線する手もある。衝撃などにも弱く、実験のための仮組みに用いられる程度である。電子部品一つ一つに導線をはんだ付けし、部品同士を通電させて製作する。空中配線とも呼ばれる。この方法を使用すると嵩張ってしまうことがあるが、放熱の関係上、こちらが一番有利になることもある。